# 天主教弗罗茨瓦夫总教区
天主教弗羅茨瓦夫總教區（拉丁語：Archidioecesis Vratislaviensis）是羅馬天主教在波蘭西南部設立的一個總教區，以其主教座堂駐地弗羅茨瓦夫的弗羅茨瓦夫主教座堂。

## 歷史
10世紀建立弗羅茨瓦夫教區，1930年8月13日升為弗羅茨瓦夫總教區，在1972年以前，以該市的德語名稱命名為布雷斯勞總教區。

## 現況
附屬教區有萊格尼察教區及希維德尼察教區。2011年，在當地1,201,600人口中，有教友1,154,800人，佔轄區總人口96.1%、300個堂區、867名司鐸、362名修士、826名修女。現任總主教為Józef Kupny，榮休總主教為亨里克·羅曼·古爾比諾維茨樞機。

## 外部連結
- 弗羅茨瓦夫總教區 （页面存档备份，存于） （波兰語）
- Catholic-Hierarchy.org （页面存档备份，存于）